# یواس‌اس هلنیتا (وای‌پی-۲۲۳۰)
یواس‌اس هلنیتا (وای‌پی-۲۲۳۰) (به انگلیسی: USS Helenita (YP-2230)) یک کشتی بود که طول آن 45' بود.